# Llau de Forat Roi
La llau de Forat Roi és una llau del terme municipal de Conca de Dalt, al Pallars Jussà, a l'antic terme d'Hortoneda de la Conca, a l'àmbit de l'antic poble d'Herba-savina.
Està situada al sud-oest d'Herba-savina, a l'esquerra del riu de Carreu. Davalla de sota del portell de Davall, a les collades de Dalt. S'origina per afluència de la llau de les Collades de Dalt al costat del Forat Roi, des d'on davalla cap al nord per unir-se al riu de Carreu a migdia de la costa de Perenllong.